# (27865) Ludgerfroebel
(27865) Ludgerfroebel est un astéroïde de la ceinture principale.

## Description
(27865) Ludgerfroebel est un astéroïde de la ceinture principale. Il fut découvert le 30 mars 1995 à La Silla par Stefano Mottola et Eberhard Koldewey. Il présente une orbite caractérisée par un demi-grand axe de 2,73 UA, une excentricité de 0,12 et une inclinaison de 13,2° par rapport à l'écliptique.

## Compléments